# Long Hưng, Cần Thơ
Long Hưng là một xã thuộc thành phố Cần Thơ, Việt Nam.

## Địa lý
Xã Long Hưng có vị trí địa lý:
- Phía đông giáp xã Hồ Đắc Kiện
- Phía tây giáp phường Ngã Năm
- Phía nam giáp các xã An Ninh, Mỹ Hương, Mỹ Phước, Mỹ Tú
- Phía bắc giáp phường Long Phú 1 và các xã Phương Bình, Tân Phước Hưng.

Xã Long Hưng có diện tích 79,71 km², dân số năm 2024 là 33.579 người, mật độ dân số đạt 421 người/km².

## Lịch sử
Ngày 20 tháng 9 năm 1975, Bộ Chính trị ban hành Nghị quyết số 245-NQ/TW về việc hợp nhất tỉnh Cần Thơ (ngoại trừ huyện Thốt Nốt), tỉnh Sóc Trăng, tỉnh Trà Vinh, tỉnh Vĩnh Long thành một tỉnh, tên gọi tỉnh mới cùng với nơi đặt tỉnh lỵ sẽ do địa phương đề nghị lên.
Ngày 20 tháng 12 năm 1975, Bộ Chính trị ban hành Nghị quyết số 19/NQ về việc hợp nhất tỉnh Cần Thơ (bao gồm cả huyện Thốt Nốt của tỉnh Long Xuyên), tỉnh Sóc Trăng thành một tỉnh mới, tên gọi tỉnh mới cùng với nơi đặt tỉnh lỵ sẽ do địa phương đề nghị lên.
Ngày 24 tháng 2 năm 1976, Chính phủ Cách mạng lâm thời Cộng hòa miền Nam Việt Nam ban hành Nghị định số 3/NQ/1976 về việc hợp nhất tỉnh Cần Thơ, tỉnh Sóc Trăng và thành phố Cần Thơ thành một tỉnh mới, lấy tên là tỉnh Hậu Giang.
Ngày 23 tháng 12 năm 1988, Hội đồng Bộ trưởng ban hành Quyết định số 197-HĐBT về việc:
- Thành lập xã Thiện Mỹ thuộc huyện Mỹ Tú trên cơ sở 290,60 ha diện tích tự nhiên và 507 nhân khẩu của xã Long Hưng.
- Thành lập xã Hưng Phú thuộc huyện Mỹ Tú trên cơ sở 3.742,27 ha diện tích tự nhiên và 9.120 nhân khẩu của xã Long Hưng.

Sau khi phân vạch địa giới hành chính, xã Long Hưng có 3.642,55 ha diện tích tự nhiên và 11.122 nhân khẩu.
Ngày 26 tháng 12 năm 1991, Quốc hội ban hành Nghị quyết về việc chia tỉnh Hậu Giang thành tỉnh Cần Thơ và tỉnh Sóc Trăng.
Ngày 26 tháng 11 năm 2003, Quốc hội ban hành Nghị quyết số 22/2003/QH11 về việc chia tỉnh Cần Thơ thành thành phố Cần Thơ trực thuộc trung ương và tỉnh Hậu Giang.
Ngày 24 tháng 9 năm 2008, Chính phủ ban hành Nghị định số 02/NĐ-CP về việc:
- Thành lập huyện Châu Thành thuộc tỉnh Sóc Trăng.
- Xã Hưng Phú và xã Long Hưng thuộc huyện Mỹ Tú.

Tính đến ngày 31/12/2024:
- Xã Hưng Phú có 11 ấp: Mới, Phương An 1, Phương An 2, Phương An 3, Phương Bình 1, Phương Bình 2, Phương Hòa 1, Phương Hòa 2, Phương Hòa 3, Phương Thạnh 1, Phương Thạnh 2.
- Xã Long Hưng có 10 ấp: Mới, Mỹ Khánh A, Mỹ Khánh B, Tân Hòa A, Tân Hòa B, Tân Hòa C, Tân Phước A1, Tân Phước A2, Tân Phước B, Tân Thành.

Ngày 12 tháng 6 năm 2025, Quốc hội ban hành Nghị quyết số 202/2025/QH15 về việc sắp xếp đơn vị hành chính cấp tỉnh (nghị quyết có hiệu lực từ ngày 12 tháng 6 năm 2025). Theo đó, sáp nhập tỉnh Hậu Giang và tỉnh Sóc Trăng vào thành phố Cần Thơ.
Ngày 16 tháng 6 năm 2025, Ủy ban Thường vụ Quốc hội ban hành Nghị quyết số 1668/NQ-UBTVQH15 về việc sắp xếp các đơn vị hành chính cấp xã của thành phố Cần Thơ năm 2025 (nghị quyết có hiệu lực từ ngày 16 tháng 6 năm 2025). Theo đó, sáp nhập toàn bộ 40,00 km² diện tích tự nhiên, quy mô dân số là 16.212 người của xã Hưng Phú vào toàn bộ 39,71 km² diện tích tự nhiên, quy mô dân số là 17.367 người của xã Long Hưng thuộc huyện Mỹ Tú, tỉnh Sóc Trăng.
Xã Long Hưng có 79,71 km² diện tích tự nhiên và quy mô dân số là 33.579 người.